# باب ستوفال
باب ستوفال (بالإنجليزية: Babe Stovall)‏ هو كاتب أغاني ومغني وعازف قيثارة وموسيقي أمريكي، ولد في 14 أكتوبر 1907 في مسيسيبي في الولايات المتحدة، وتوفي في 21 سبتمبر 1974 في نيو أورلينز في الولايات المتحدة.